# Баскач
Баскач — деревня в Ростовском районе Ярославской области. Входит в состав Петровского сельского поселения.

## География
Находится в юго-восточной части Ярославской области на расстоянии приблизительно 25 км на юг по прямой от районного центра города Ростов.

## История
Деревня была отмечена ещё на карте 1798 года. В 1859 году здесь (деревня Ростовского уезда Ярославской губернии) было учтено 30 дворов, в 1898 — 34, в 1941 — 23.

## Население
Численность населения: 225 человек (1859 год), 3 (русские 100 %) в 2002 году, 2 в 2010.